# Liste der Monuments historiques in Frouzins
Die Liste der Monuments historiques in Frouzins führt die Monuments historiques in der französischen Stadt Frouzins auf.

## Liste der Bauwerke
| Bezeichnung                       | Beschreibung                           | Standort | Kennzeichnung | Schutzstatus | Datum | Bild           |
| --------------------------------- | -------------------------------------- | -------- | ------------- | ------------ | ----- | -------------- |
| Château des Demoiselles           | Schloss, erbaut im 18./19. Jahrhundert | (Lage)   | PA00094336    | Inscrit      | 1979  |                |
| Glockenturm der Kirche St-Germier | Erbaut im 15. Jahrhundert              | (Lage)   | PA00094337    | Inscrit      | 1926  | weitere Bilder |

## Liste der Objekte
| Bezeichnung                     | Beschreibung          | Standort                        | Kennzeichnung | Schutzstatus | Datum | Bild |
| ------------------------------- | --------------------- | ------------------------------- | ------------- | ------------ | ----- | ---- |
| Glocke                          | Bronze, 1592 gegossen | in der Kirche St-Germier (Lage) | PM31000233    | Classé       | 1914  |      |
| Grabplatte für Simon de Boussac | Marmor, 1706          | in der Kirche St-Germier (Lage) | PM31000234    | Classé       | 1926  |      |